# Cryptic Vision
Cryptic Vision is een Amerikaanse rockband. De band is in 2003 opgericht in Sarasota (Florida) door Rick Duncan en Todd Plant, die nog steeds de basis vormen. Vooral Duncan had zijn sporen al verdiend in de muziekwereld; hij speelde onder meer samen met leden van de Doobie Brothers. De band speelt progressieve rock met Americana, de muziek vertoont overeenkomsten met die van Kansas en Spock's Beard. Dat eerste is te danken aan een bijna gastspeler bij de band, violist David Ragdale (ex-Kansas).
Cryptic Vision mocht voorprogramma’s  verzorgen voor Toto, The Flower Kings en Asia. John Zahner speelde een tijdje in Cryptic Vision.
De titels van de albums van de band vormden (zonder die van het livealbum) de tekst voor een verzamelbox.

## Discografie
- 2003: Moments of clarity
- 2005: Live at Rosfest
- 2006: In a World
- 2012: Of infinite possibilities